# Agrilus bespencus
Agrilus bespencus är en skalbaggsart som beskrevs av Barr 2008. Agrilus bespencus ingår i släktet Agrilus och familjen praktbaggar. Inga underarter finns listade i Catalogue of Life.